# Karl Leiter
Karl Leiter (9 de febrero de 1890 – 23 de agosto de 1957) fue un director, guionista y actor cinematográfico austriaco.
Nacido en Viena, en aquel momento parte de Austria Hungría, falleció en la misma ciudad en 1957.

## Selección de su filmografía
- Pratermizzi (1927)
- Vater Radetzky (1929)
- Das Ferienkind (1943)
- Ich bitte um Vollmacht (1944)
- Wiener Luft (1958)